# Old Clothes
Old Clothes, in Nederland bekend onder de titel Compagnons in lief en leed, is een film uit 1925 onder regie van Edward F. Cline.
De film is een vehikel voor Jackie Coogan en bevat Joan Crawford in haar eerste hoofdrol.

## Verhaal
Timothy en Max spenderen hun tijd met het proberen verkopen van afval. Ze nemen de jonge Mary Riley aan als kostleerlinge. Al snel wordt ze een partner van de twee. Wanneer ze echter verliefd wordt op de welvarende Nathan, krijgt ze door hem een kantoorbaan. Zijn moeder keurt de arme Mary echter niet goed voor haar zoon.

## Rolverdeling
| Acteur          | Personage      |
| --------------- | -------------- |
| Jackie Coogan   | Timothy Kelly  |
| Joan Crawford   | Mary Riley     |
| Max Davidson    | Max Ginsburg   |
| Allan Forrest   | Nathan Burke   |
| Lillian Elliott | Nathans moeder |
| Jim Mason       | Dapper Dan     |